# Coțofănești
Coțofănești település és községközpont Romániában, Moldvában, Bákó megyében.

## Fekvése
Kájuctól délkeletre, Egyedhalmától északnyugatra fekvő település.

## Története
Községközpont, 5 falu: Bâlca, Boiștea de Jos, Borșani, Coțofănești és Tămășoaia tartozik hozzá.
A 2002-es népszámláláskor 3321 lakosa volt melyből 73,71% román, 21,38% cigány, a többi egyéb volt. Ebből 78,46% görögkeleti ortodox volt.